# Danh sách di sản văn hóa Tây Ban Nha được quan tâm ở hạt Terra Alta (tỉnh Tarragona)
Danh sách di sản văn hóa Tây Ban Nha được quan tâm ở hạt Terra Alta (tỉnh Tarragona).

## Di tích theo thành phố

### A

#### Arnes
| Tên           | Dạng                 | Địa điểm | Tọa độ                                        | Số hồ sơ tham khảo? | Ngày nhận danh hiệu? | Hình ảnh                      |
| ------------- | -------------------- | -------- | --------------------------------------------- | ------------------- | -------------------- | ----------------------------- |
| Lâu đài Arnes | Di tích Lâu đài      | Arnes    | 40°54′35″B 0°15′34″Đ / 40,909595°B 0,259401°Đ | RI-51-0006577       | 08-11-1988           | Upload image                  |
| Arnes         | Khu phức hợp lịch sử | Arnes    | 40°54′37″B 0°15′39″Đ / 40,91037°B 0,26087°Đ   | RI-53-0000417       | 20-01-1992           | Villa de Arnes · Upload image |

### B

#### Batea (España)
| Tên            | Dạng            | Địa điểm | Tọa độ                                        | Số hồ sơ tham khảo? | Ngày nhận danh hiệu? | Hình ảnh                         |
| -------------- | --------------- | -------- | --------------------------------------------- | ------------------- | -------------------- | -------------------------------- |
| Lâu đài Algars | Di tích Lâu đài | Batea    | 41°05′31″B 0°13′40″Đ / 41,092053°B 0,227864°Đ | RI-51-0006585       | 08-11-1988           | Upload image                     |
| Lâu đài Batea  | Di tích Lâu đài | Batea    | 41°05′46″B 0°18′39″Đ / 41,096061°B 0,310735°Đ | RI-51-0006586       | 08-11-1988           | Castillo de Batea · Upload image |
| Tháp Castellá  | Di tích Tháp    | Batea    | 41°05′42″B 0°18′30″Đ / 41,09509°B 0,30832°Đ   | RI-51-0006587       | 08-11-1988           | Upload image                     |
| Tháp Martí     | Di tích Tháp    | Batea    | 41°05′39″B 0°18′50″Đ / 41,0943°B 0,313985°Đ   | RI-51-0006588       | 08-11-1988           | Upload image                     |

### C

#### Caseras(Caseres)
| Tên               | Dạng            | Địa điểm | Tọa độ                                        | Số hồ sơ tham khảo? | Ngày nhận danh hiệu? | Hình ảnh     |
| ----------------- | --------------- | -------- | --------------------------------------------- | ------------------- | -------------------- | ------------ |
| Lâu đài Almudefer | Di tích Lâu đài | Caseras  | 41°01′37″B 0°16′25″Đ / 41,026912°B 0,273637°Đ | RI-51-0006612       | 08-11-1988           | Upload image |
| Lâu đài Caseras   | Di tích Lâu đài | Caseras  |                                               | RI-51-0006613       | 08-11-1988           | Upload image |

#### Corbera d'Ebre(Corbera d'Ebre)
| Tên                        | Dạng                    | Địa điểm        | Tọa độ                                        | Số hồ sơ tham khảo? | Ngày nhận danh hiệu? | Hình ảnh                                        |
| -------------------------- | ----------------------- | --------------- | --------------------------------------------- | ------------------- | -------------------- | ----------------------------------------------- |
| Casco Antiguo Corbera Ebro | Địa điểm lịch sử Ruinas | Corbera de Ebro | 41°04′42″B 0°28′32″Đ / 41,07841°B 0,475635°Đ  | RI-54-0000089       | 20-04-1993           | Casco Antiguo de Corbera de Ebro · Upload image |
| Lâu đài và núcleo antiguo  | Di tích                 | Corbera de Ebro | 41°04′43″B 0°28′32″Đ / 41,078637°B 0,475428°Đ | RI-51-0006617       | 08-11-1988           | Castillo y núcleo antiguo · Upload image        |

### G

#### Gandesa
| Tên                        | Dạng            | Địa điểm | Tọa độ                                       | Số hồ sơ tham khảo? | Ngày nhận danh hiệu? | Hình ảnh                                     |
| -------------------------- | --------------- | -------- | -------------------------------------------- | ------------------- | -------------------- | -------------------------------------------- |
| Bodega Cooperativa Gandesa | Di tích Bodega  | Gandesa  | 41°03′18″B 0°26′25″Đ / 41,054932°B 0,44037°Đ | RI-51-0006631       | 30-07-2002           | Bodega Cooperativa de Gandesa · Upload image |
| Lâu đài Gandesa            | Di tích Lâu đài | Gandesa  |                                              | RI-51-0006631       | 08-11-1988           | Upload image                                 |
| Khu vực Coll Moro          | Khu khảo cổ     | Gandesa  |                                              | RI-55-0000323       | 28-09-1993           | Upload image                                 |

### H

#### Horta de Sant Joan(Horta de Sant Joan)
| Tên                           | Dạng                             | Địa điểm          | Tọa độ                                        | Số hồ sơ tham khảo? | Ngày nhận danh hiệu? | Hình ảnh                                          |
| ----------------------------- | -------------------------------- | ----------------- | --------------------------------------------- | ------------------- | -------------------- | ------------------------------------------------- |
| Nhà Comanda (Nhà dels Delmes) | Di tích Lâu đài                  | Horta de San Juan | 40°57′14″B 0°18′58″Đ / 40,953954°B 0,316169°Đ | RI-51-0006856       | 21-02-1989           | Upload image                                      |
| Horta Sant Joan               | Khu phức hợp lịch sử             | Horta de San Juan | 40°57′16″B 0°18′57″Đ / 40,954536°B 0,315789°Đ | RI-53-0000498       | 23-12-1997           | Casco Antiguo de Horta de San Juan · Upload image |
| Tu viện San Salvador          | Di tích Tu viện                  | Horta de San Juan | 40°57′24″B 0°19′53″Đ / 40,956558°B 0,331527°Đ | RI-51-0005091       | 30-05-1985           | Convento de San Salvador · Upload image           |
| Cổng muralla                  | Di tích Tường thành              | Horta de San Juan | 40°57′17″B 0°18′57″Đ / 40,954798°B 0,315929°Đ | RI-51-0006857       | 21-02-1989           | Upload image                                      |
| Tháp Prior hay Galindo        | Di tích Kiến trúc phòng thủ Tháp | Horta de San Juan | 40°57′45″B 0°19′49″Đ / 40,9625°B 0,330139°Đ   | RI-51-0006855       | 21-02-1989           | Torre del Prior o Galindo · Upload image          |

### P

#### El Pinell de Brai(El Pinell de Brai)
| Tên                            | Dạng           | Địa điểm       | Tọa độ                                        | Số hồ sơ tham khảo? | Ngày nhận danh hiệu? | Hình ảnh                                            |
| ------------------------------ | -------------- | -------------- | --------------------------------------------- | ------------------- | -------------------- | --------------------------------------------------- |
| Bodega Cooperativa Pinell Bray | Di tích Bodega | Pinell de Bray | 41°01′00″B 0°30′46″Đ / 41,016603°B 0,512679°Đ | RI-51-0010769       | 30-07-2002           | Bodega Cooperativa de Pinell de Bray · Upload image |

#### Prat de Comte(Prat de Comte)
| Tên                          | Dạng                | Địa điểm       | Tọa độ                                       | Số hồ sơ tham khảo? | Ngày nhận danh hiệu? | Hình ảnh     |
| ---------------------------- | ------------------- | -------------- | -------------------------------------------- | ------------------- | -------------------- | ------------ |
| Recinto amurallado lo Portal | Di tích Tường thành | Prat de Compte | 40°59′00″B 0°24′20″Đ / 40,98347°B 0,405627°Đ | RI-51-0006686       | 08-11-1988           | Upload image |